# Mecynognathus
Mecynognathus is een geslacht van kevers uit de familie van de loopkevers (Carabidae). De wetenschappelijke naam van het geslacht is voor het eerst geldig gepubliceerd in 1873 door W.J.MacLeay.

## Soorten
Het geslacht Mecynognathus is monotypisch en omvat slechts de volgende soort:
- Mecynognathus damelii W.J.MacLeay, 1873